# Perlmuttfalter
Die Perlmuttfalter, gelegentlich auch Perlmutterfalter (Argynnini) sind eine Tribus aus der Unterfamilie der Heliconiinae innerhalb der Familie der Edelfalter (Nymphalidae).

## Merkmale
Perlmuttfalter sind mittelgroße Tagfalter. Die Flügel sind auf der Oberseite in der Regel orange bis rostbraun gefärbt, mit einer dunkleren Zeichnung aus Flecken und Binden. Die meisten Arten haben auf der Unterseite der Hinterflügel ein Muster aus weißen, silbrig bis perlmutt-glänzenden Flecken, was namensgebend für die Gruppe war. Es gibt aber auch Arten ohne diese Flecken (etwa in der Gattung Brenthis). Die Männchen vieler Arten besitzen artspezifische Bänder aus Duftschuppen, die ein Pheromon abgeben, das der Findung der Geschlechter dient.
Die Farbe der namensgebenden Flecken auf der Unterseite der Hinterflügel ist je nach Art metallisch-silbrig bis perlweiß. Wie typisch bei den Schmetterlingen kommt die Farbe durch die Struktur der Schuppen zustande, die die Flügel in mehreren Schichten bedecken. Eine weiße Farbe wird bewirkt, indem durch eine Mikrostruktur der Schuppen mit zahlreichen irregulär (nicht regelmäßig-gitterförmig und dadurch ein Optisches Gitter aufbauend) angeordneten Oberflächen das gesamte Spektrum reflektiert wird, diese Schuppen sind farblos und im Durchlicht transparent. Arten mit stark reflektierenden, perlmuttglänzenden Flecken besitzen dicht sitzende, kleine Schuppen, die eine besonders kleinteilig-dichte Gitterstruktur aufweisen. Flecken und Binden besitzen, wie die Flügelmuster insgesamt, für die Taxonomie der Gattungen nur geringen Wert, es kommen zahlreiche parallele Reduktionen oder Neubildungen ähnlicher Muster vor (Homoplasien).
Die Zuordnung der Arten und Gattungen zu den Perlmuttfaltern, die nach morphologischen Merkmalen schon lange Zeit etabliert ist, beruht demgemäß nicht auf den auffälligen Merkmalen der Flügel, nach denen die meisten Arten bis zur Art bestimmt werden können. Für die Zusammengehörigkeit wesentlich sind Merkmale der Raupen sowie Genitalmerkmale, insbesondere des Aedeagus der Männchen. So sitzen bei allen Arten bei den Raupen die Scoli genannten Fortsätze am Rumpfabschnitt (Thorax) jeweils zwischen den Segmenten eins und zwei bzw. zwei und drei. Ein allen Arten gemeinsames Merkmal, das aber auch bei einigen nicht zugehörigen Gattungen auftritt, ist der Bau der Labialpalpen (Lippentaster) der Imagines. Bei diesen ist das zweite Glied vergrößert und blasig aufgetrieben, das dritte Glied im Verhältnis sehr klein. Die Zusammengehörigkeit der Tribus wird auch bei einer rein morphologischen kladistischen Analyse unterstützt, sie beruht fast ausschließlich auf Detailmerkmalen des Aedeagus, die nur nach Präparation unter dem Mikroskop sichtbar sind.

## Biologie
Raupen der Perlmuttfalter sind Pflanzenfresser. Genutzt werden, soweit Nahrungspflanzen bekannt sind, weit überwiegend zwei Familien, entweder die Passionsblumengewächse (Passifloraceae) oder die Veilchengewächse (Violaceae). Die europäischen Arten sind überwiegend an Veilchengewächse gebunden. Einige Arten sind polyphag und nutzen außerdem Arten der Knöterichgewächse (Polygonaceae). Vor allem Arten der Gattung Boloria sind zusätzlich von einer Reihe weiterer Nahrungspflanzen bekannt, darunter die Gattungen Silberwurzen (Dryas), Weiden (Salix), Heidelbeeren (Vaccinium). Arten der Gattung Brenthis nutzen zudem Rosengewächse (Rosaceae), eine Art, der Saumfleck-Perlmuttfalter (Brenthis hecate) zusätzlich auch Hülsenfrüchtler (Fabaceae).

## Taxonomie, Phylogenie, Systematik
Die Gattung Argynnis wurde 1807 durch Fabricius erstbeschrieben. Zunächst wurden alle Arten der heutigen Tribus in dieser weitgefassten Gattung vereinigt, so etwa im grundlegenden Werk Die Großschmetterlinge der Erde von Adalbert Seitz. Eine Aufgliederung der Gattung in Untergattungen und Ausgliederung eigenständiger Gattungen unternahmen der deutsche Zoologe Franz Albrecht Theodor Reuss (1879–1958) und der irische Lepidopterologe Brisbane Charles Somerville Warren (1887–1979), jeweils in einer Serie von Artikeln. Warren, der vor allem anhand des morphologischen Vergleichs des Aedeagus der Männchen arbeitete, erkannte dabei als erster, dass die Perlmuttfalter und die habituell recht ähnlichen Scheckenfalter (Melitaeini) nicht näher miteinander verwandt sein konnten, er fasste die Gruppe der Perlmuttfalter als Unterfamilie der Nymphalidae. 1991 ordnete der amerikanische Lepidopterologe Donald J. Harvey die Gruppe (als Argynniti in der Tribus Heliconiini) der Unterfamilie Heliconiinae zu, Harveys System blieb Jahrzehntelang verbindlich. Die Zusammengehörigkeit und Monophylie der Perlmuttfalter, unabhängig vom jeweils zugeordneten taxonomischen Rang, wurde dann in allen späteren Arbeiten, ob auf morphologischer oder phylogenomischer Basis, bestätigt. Die heutige Gliederung in Subtriben und Gattungen wurde aber erst nach und nach aufgeklärt.
Aufbauend auf der Arbeit von Simonsen 2006, mit einigen späteren Modifikationen, wurden folgende Gattungen anerkannt:
- Euptoieta Doubleday, 1848 (etwa 8 Arten, verbreitet in Süd- und Mittelamerika, nördlich bis Mexiko).
- Yramea Reuss, 1920 (etwas 6 Arten, nur in Südamerika)
- Boloria Moore, 1900 (inklusive Clossiana Reuss, 1920) (etwa 37 Arten, verbreitet in Nordamerika, Nordasien und Europa, Holarktis)
- Issoria Hübner, 1819 (inklusive Prokuekenthaliella, Reuss, 1924) (etwa 9 Arten, verbreitet in der Paläarktis, drei Arten ausstrahlend in Gebirge Afrikas)
- Brenthis Hübner, 1819 (etwa 4 Arten, verbreitet in der Paläarktis)
- Argynnis Fabricius, 1807 (inklusive Argyrea Billberg, 1820, Pandoriana Warren, 1942) (etwa 10 Arten, Paläarktis von Westeuropa bis Japan)
- Fabriciana Reuss, 1920 (etwa 10 Arten, Paläarktis)
- Speyeria Scudder, 1872 (etwa 16 Arten, Holarktis, Verbreitungszentrum in Nordamerika)

### Arten in Europa
- Boloria
  - Boloria napaea, Ähnlicher Perlmuttfalter
  - Boloria thore, Alpen-Perlmuttfalter
  - Boloria pales, Alpenmatten-Perlmuttfalter
  - Boloria selene, Braunfleckiger Perlmuttfalter
  - Boloria aquilonaris, Hochmoor-Perlmuttfalter
  - Boloria dia,  Magerrasen-Perlmuttfalter
  - Boloria eunomia, Randring-Perlmuttfalter
  - Boloria euphrosyne, Silberfleck-Perlmuttfalter
  - Boloria tithania, Natternwurz-Perlmuttfalter
  - Boloria graeca (Südeuropa, bis in die Alpen)
  - Boloria alaskensis (in Europa nur ganz im Osten, im Ural)
  - Boloria freija (Skandinavien)
  - Boloria polaris (nördlichstes Skandinavien)
  - Boloria frigga (Skandinavien und Baltikum, in Mooren)
  - Boloria improba (Skandinavien)
- Brenthis
  - Brenthis daphne, Brombeer-Perlmuttfalter
  - Brenthis ino, Mädesüß-Perlmuttfalter
  - Brenthis hecate, Saumfleck-Perlmuttfalter
- Fabriciana
  - Fabriciana adippe, Feuriger Perlmuttfalter
  - Fabriciana niobe, Mittlerer Perlmuttfalter
  - Fabriciana elisa, Korsischer Perlmuttfalter (nur Inseln Korsika und Sardinien)
- Speyeria
  - Speyeria aglaja Großer Perlmuttfalter (bis 2017 zur Gattung Argynnis gerechnet)
- Argynnis
  - Argynnis paphia, Kaisermantel
  - Argynnis laodice, Östlicher Perlmuttfalter
  - Argynnis pandora, Kardinal
- Issoria
  - Issoria lathonia, Kleiner Perlmuttfalter

Am Ostrand Europas, von Sibirien ins östlichste europäische Russland ausstrahlend, kommt eine Reihe weiterer Arten vor.